# Eucynorta areolata
Eucynorta areolata is een hooiwagen uit de familie Cosmetidae.